# London Calling
Vous lisez un « article de qualité » labellisé en 2009.
Pour la chanson de l'album, voir London Calling (chanson).
Pour les articles homonymes, voir London Calling (homonymie).
Albums de The Clash
Give 'Em Enough Rope
(1978) Sandinista!
(1980)
London Calling est le troisième album du groupe britannique The Clash, édité par CBS Records et sorti le 14 décembre 1979 au Royaume-Uni puis en janvier 1980 aux États-Unis sous le label Epic Records.
Album rock de référence, ce disque polyvalent mêle de nombreux styles : ska, punk rock, pop, new wave, rockabilly, jazz, soul et reggae. Les thèmes abordés et dénoncés à travers les morceaux sont le chômage, la consommation de drogues, les conflits raciaux, la politique ainsi que les responsabilités des adultes dans la société. Avec ce double album, le groupe souhaite alors se démarquer du mouvement punk qu'il juge sur le déclin.
Vendu à près de deux millions d'exemplaires dans le monde, l'album est certifié disque de platine aux États-Unis et permet aux Clash de sortir du microcosme punk.

## Genèse et enregistrement

### Contexte

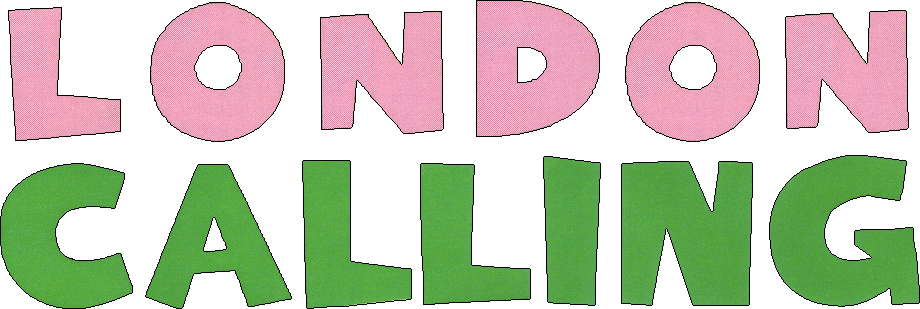

Après un premier album jugé trop brut par CBS Records, le groupe a pour souhait de trouver le succès à l'étranger, et notamment aux États-Unis. Avec un budget plus important, il décide de quitter le Royaume-Uni et d'enregistrer son second album intitulé Give 'Em Enough Rope avec Sandy Pearlman, connu pour avoir produit Blue Öyster Cult, un groupe de hard rock américain des années 1970. Malgré la présence de quelques titres phares comme Tommy Gun et English Civil War, le succès n'est pas au rendez-vous à la sortie du disque, l'album étant jugé trop américanisé.
Après ce second album et de retour en Angleterre, le groupe se sépare de son manager Bernard Rhodes. Cette séparation contraint la bande à changer de locaux pour l'enregistrement de son album suivant. Les Clash quittent alors les studios de Camden Town à Londres, et recherchent un nouvel endroit pour procéder aux enregistrements.

### Déroulement

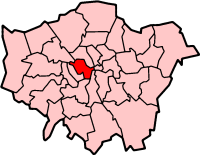
Localisation de la Cité de Westminster, à Londres.

Durant l'été 1979, le groupe commence à travailler à l'écriture et à la composition des chansons de l'album, suivant leurs influences rockabilly, ska, reggae et jazz. Johnny Green, le nouveau manager, trouve au groupe des locaux au centre de Londres, à Pimlico, dans la cité de Westminster, pour composer et répéter ses chansons. Joe Strummer écrit les paroles des morceaux et Mick Jones compose et arrange la musique. En août de la même année, il investit les studios Wessex à Highbury, au centre-nord de la ville, avec leur nouveau manager. Ces studios sont réputés pour avoir accueilli des groupes comme les Rolling Stones, Queen, les Sex Pistols ou encore The Sinceros. Alors que les Clash arrivent dans le studio numéro un pour y enregistrer, The Damned le quitte afin de passer au mixage de leur troisième disque Machine Gun Etiquette.
La formation demande à Guy Stevens de produire l'album, à la consternation de CBS Records. Stevens a des problèmes d'alcool et de drogues et ses méthodes de production sont réputées non conventionnelles. L'ex-producteur de Mott the Hoople peaufine le son du groupe tout en lui laissant son identité et le disque est réalisé rapidement, en quelques semaines, car peu de prises sont nécessaires à l'enregistrement des morceaux.
Joe Strummer déclara à propos de l'enregistrement de l'album : « On a vécu trois mois dans un trou à rat de Pimlico. On était mal : on n'avait plus de manager ! Mais on a passé nos journées à écrire et finalement, on a sorti un album tellement nickel qu'on l'a enregistré en quelque chose comme trois semaines et deux jours ».

## Caractéristiques artistiques

### Structure de l'album
Dix-neuf morceaux sont enregistrés pour l'édition originale de 1979, pour une durée totale de soixante-cinq minutes. Tous les morceaux sont écrits par Mick Jones et Joe Strummer, à l'exception de quatre d'entre eux : Brand New Cadillac (Vince Taylor), The Guns of Brixton (Paul Simonon), Wrong 'Em Boyo (Clive Alphonso) et Revolution Rock (Jackie Edwards et Danny Ray).
| Tableau no 1 : Sur l'édition originale de 1979 |                    |          |                         |           |                |            |                             |             |
| n°                                             | Face Une           | Face Une | Face Deux               | Face Deux | Face Trois     | Face Trois | Face Quatre                 | Face Quatre |
| 1                                              | London Calling     | 3:20     | Spanish Bombs           | 3:18      | Wrong 'Em Boyo | 3:10       | Lover's Rock                | 4:03        |
| 2                                              | Brand New Cadillac | 2:08     | The Right Profile       | 3:54      | Death or Glory | 3:55       | Four Horsemen               | 2:55        |
| 3                                              | Jimmy Jazz         | 3:54     | Lost in the Supermarket | 3:47      | Koka Kola      | 1:47       | I'm Not Down                | 3:06        |
| 4                                              | Hateful            | 2:44     | Clampdown               | 3:49      | The Card Cheat | 3:49       | Revolution Rock             | 5:33        |
| 5                                              | Rudie Can't Fail   | 3:29     | The Guns of Brixton     | 3:09      | -              | -          | Train in Vain (Stand by Me) | 3:09        |

### Musicalité et engagement
London Calling est considéré comme un manifeste social de l'Angleterre,. L'album en donne en effet une description précise et cohérente. Le groupe, à travers les paroles et la musique, veut véhiculer un message, en utilisant la fusion des genres musicaux, parfois inédite, puisqu'il mêle rock, punk, rockabilly, funk, reggae, pop, rhythm and blues et jazz. Même les chansons plus mineures complètent de façon utile l'album.
À l'instar des deux premiers albums du groupe, London Calling pousse encore plus loin son éclectisme musical et s'éloigne du son punk pur. Pour cet opus, chaque membre apporte sa touche personnelle. Il y a une volonté de jouer plusieurs styles musicaux.

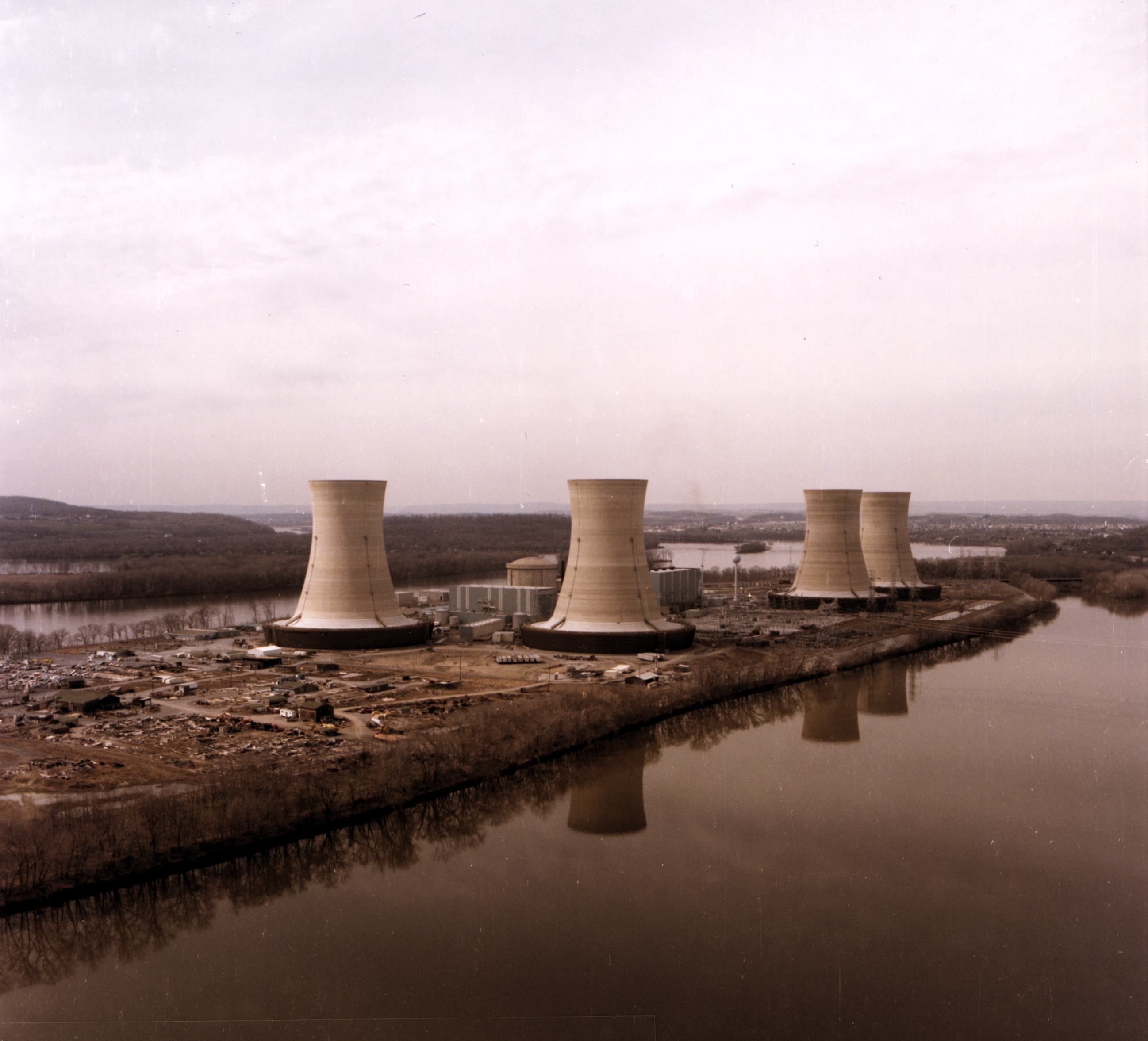
La centrale nucléaire de Three Mile Island, deux semaines après l'incident abordé dans London Calling.

#### Face Une
Plusieurs thèmes sont abordés dès la première chanson, London Calling. Tout d'abord, le texte de la chanson phare de l'album reflète l'inquiétude et le scepticisme de Joe Strummer face à la situation mondiale. Survenu au printemps 1979, l'accident de la centrale nucléaire de Three Mile Island est cité comme une « nuclear error ». Cet incident lié à la fusion d'un réacteur nucléaire et d'autres catastrophes sont référencés. Ainsi, les menaces d'inondations de Londres qui ont débouché sur la construction du barrage Thames Barrier sont également abordées.
Les paroles se moquent également ouvertement de la starification qui a suivi l'explosion du punk, un mouvement qui semble déjà toucher à sa fin : « London calling, don't look to us / Phoney Beatlemania has bitten the dust » (« Londres appelle, n'attendez pas de nous qu'on vous conduise / La Beatlemania bidon a mordu la poussière »).

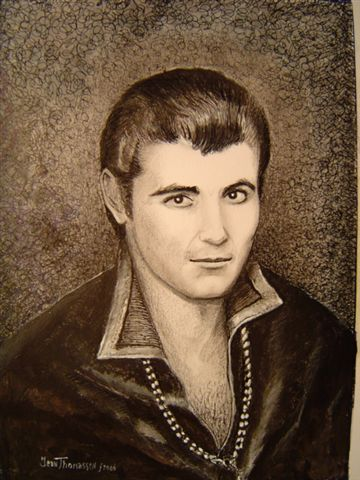
Portrait de Vince Taylor, interprète original de Brand New Cadillac.

Le deuxième morceau, intitulé Brand New Cadillac, est une reprise de Vince Taylor. Ce chanteur de rock britannique, populaire jusqu'au milieu des années 1960, connaît alors une longue traversée du désert due à ses problèmes d'alcool et de drogues. Le groupe qualifie ce morceau d'« un des premiers enregistrements du rock'n'roll » et Mick Jones espère que les royalties de cette reprise pourraient aider Taylor. Dans ce morceau, comme le titre l'indique, il est question d'un homme racontant que sa petite copine conduit une « cadillac flambant neuve » (traduction de « Brand New Cadillac ») et que celle-ci le snobe depuis qu'elle est en possession de cette voiture. Les paroles précisent que la fille n'est jamais revenue vers lui.
Dans Jimmy Jazz, seul morceau dévoilant les influences jazz du groupe notamment présentes dans le swing des instruments, il est question d'un personnage recherché activement par la police. Sur un rythme presque parfois plus ska et reggae que jazz, le message de la troisième chanson de l'album est la dénonciation de l'attitude et des méthodes barbares des forces de l'ordre.
Hateful est un morceau influencé par le rythme des compositions de Bo Diddley, d'ailleurs la première partie du groupe lors de sa tournée aux États-Unis début 1979. Dans ce titre, le narrateur raconte la relation ambigüe qui le lie à son dealer : « Oh, anything I want he gives it to me, Anything I want he gives it, but not for free. It's hateful » (« Oh, tout ce que je veux, il me le donne / Tout ce que je veux il le donne, mais pas gratis. C'est haïssable »).
Rudie Can't Fail est la cinquième et dernière chanson de la première face. Promotion de l'hédonisme, elle met en scène un jeune homme critiqué pour son incapacité à devenir un adulte responsable. Plusieurs genres musicaux y sont fusionnés : des éléments de musique pop sont mélangés à la soul et au reggae. Comme dans plusieurs de leurs chansons, une référence est faite à un chanteur reggae dans les paroles « But I tell you that I can't live in service / Like the doctor who was born for a purpose » (« Mais je te dis que je ne peux pas vivre pour rendre service / Comme le docteur qui était né pour quelque chose »). En effet, à l'époque, Doctor Alimantado et son titre Born for a Purpose sont populaires dans le mouvement punk par l'intermédiaire de Johnny Rotten.

#### Face Deux
Le texte de Spanish Bombs rend hommage aux révolutionnaires et républicains qui combattirent avec le « Frente Popular » pendant la guerre civile espagnole. Il s'agit de la première chanson des Clash à traiter de questions sociales sans relation avec la réalité locale du Royaume-Uni. L'idée de l'écrire est influencée par le terrorisme en Irlande et en Espagne, à la suite des longues conversations au sujet de l'ETA entre Strummer et sa compagne Gaby Salter. Le groupe, bien que d'origine britannique, n'a pas uniquement composé en anglais, et le morceau est en partie chanté en espagnol. En effet, intercalé entre des couplets chantés en anglais, le refrain contient les termes Spanish Bombs suivis par des chœurs en espagnol répliquant « Yo te quiero infinito. Yo te quiero, oh mi corazón. ». Celui-ci a donné lieu à diverses interprétations puisqu'il a été directement traduit de l'anglais en une phrase qui semble manquer de sens (« Spanish bombs je te veux un infini, je te veux oh mon cœur »). Toutefois, comme te quiero est également une manière de dire je t'aime en espagnol, on pourrait traduire cette phrase par « Spanish bombs, je t'aime infiniment, je t'aime oh mon cœur », ce qui a plus de sens. La chanson loue l'héroïsme des républicains et des anarchistes en particulier, durant cette période, puis finit par mentionner la localité de Grenade, où habitait Federico García Lorca et qui est devenu la scène de certaines des luttes les plus violentes.
C'est après avoir lu la biographie de Montgomery Clift par Bosworth prêtée par Guy Stevens que Joe Strummer décide de composer The Right Profile. La septième chanson se base sur la vie chaotique de l'acteur, en se focalisant sur ses problèmes d'abus d'alcool et de médicaments. À un moment intitulé Canalside Walk, le titre final fait référence au fait qu'après un accident de voiture survenu en 1956, Clift finit le tournage de L'Arbre de vie en ne laissant filmer que son profil droit. Selon le machiniste itinérant Johnny Green, la chanson est également un hommage à Guy Stevens, dont le style de vie correspondait à celui de Montgomery Clift.
Le huitième titre de l'album, Lost in the Supermarket, écrit par Joe Strummer, imagine l'enfance de Mick Jones grandissant en banlieue, en compagnie de sa mère et sa grand-mère. Il est chanté par ce dernier, une habitude du groupe pour les chansons plus intimistes. Plus lente que la plupart des autres de l'album, ses paroles poussent à combattre le consumérisme rampant qui se développe de plus en plus, en critiquant radicalement l'invasion de la publicité.
Commençant comme un titre instrumental intitulé Working and Waiting, la chanson Clampdown (littéralement « répression ») décrit les dérives de la société capitaliste et l'absence de but de la jeunesse qui entrainent la montée de l'extrêmisme. Comme souvent dans les textes de Joe Strummer, la chanson pousse la jeunesse de la classe ouvrière à se battre contre ce statu quo. Ainsi, le fascisme est dénoncé par des références telles que celle de « commencer à porter du bleu et du marron ». Ceci est une allusion aux couleurs qu'arborent généralement les fascistes sur leurs uniformes militaires, par exemple les chemises brunes de la SA en Allemagne, les chemises bleues du parti franciste dirigé par Marcel Bucard ou encore celles des « Blueshirts », le surnom donné au mouvement fasciste fondé par Eoin O'Duffy en Irlande.
Première chanson écrite et composée par Paul Simonon, The Guns of Brixton continue son exploration du monde du dub. Fortement influencé par le reggae et la communauté jamaïcaine de Londres, il y raconte son expérience et décrit les violences policières dans ces quartiers populaires. À ce titre, les paroles citent par exemple Ivan, le personnage principal du film The Harder They Come, interprété par le jamaïcain Jimmy Cliff. Pour ce morceau, Simonon a d'abord des doutes sur les paroles de cette chanson mais est encouragé à travailler dessus. La noirceur de cette chronique de la violence policière est appuyée par la voix du bassiste, qui laissait sa basse à Joe Strummer sur ce titre lors des concerts.

#### Face Trois

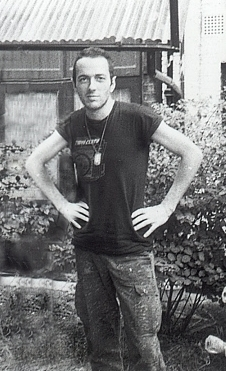
Joe Strummer, chanteur et parolier des Clash.

Wrong 'Em Boyo, chanson écrite par Clive Alphonso, est une reprise du groupe jamaïcain The Rulers. Le morceau commence par une introduction reprenant le mythe de Stagger Lee, inspirée du classique Stack O' Lee Blues de Mississippi John Hurt,. Stagger Lee est l'archétype de l'afro-américain issu des bas quartiers, la personnification du mauvais garçon rusé, dégourdi, décontracté, anarchique, amoral, potentiellement violent et qui défie souvent l'autorité blanche. Pourtant, dans cette chanson, les rôles sont plus ou moins inversés. Le héros est Stagger tandis que Billy Lyons est le vilain : « So Billy said, hey Stagger! I'm gonna make my big attack / I'm gonna have to leave my knife in your back » (« Donc Billy dit, hey Stagger ! Je vais faire ma grosse attaque / Je vais devoir laisser mon couteau dans ton dos »).
Death or Glory est un pamphlet expliquant le gâchis orchestré par l'industrie musicale. Fidèle à leurs racines punk, ce morceau est plus dynamique et possède un son plus électrique et saturé. Les mots « Death or Glory » (« La Mort ou la Gloire ») sont chantés à chaque début de refrain et répondent aux riffs de guitare. Le texte encourage à persévérer. Il pousse à ne pas succomber aux majors, qui savent uniquement reproduire ce qui a déjà été entendu auparavant, sans aucune innovation.
Koka Kola dénonce la société de consommation dans laquelle s'enferme le monde à cause des manœuvres insidieuses de la publicité. Le parallèle avec les dealers de drogue y est pointé directement du doigt dans des paroles telles que : « Koka kola advertising and kokaine / Strolling down the broadway in the rain ».
Titre secondaire de l'album, The Card Cheat se démarque par l'omniprésence du piano et le jeu ponctuel des cuivres dès le début du morceau, la mélodie dominante et l'utilisation du concept de mur de son. Ce sont tous ces effets qui lui donnent une touche rappelant les productions musicales de Phil Spector. Dépeignant la déchéance d'un joueur de poker qui triche pour s'en sortir, la chanson est en réalité une métaphore du déclin de l'empire britannique.

#### Face Quatre

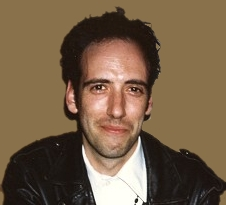
Mick Jones, chanteur sur Train in Vain.

Lover's Rock est une ballade aux airs de chanson d'amour. Avec une certaine ironie, elle traite de l'égalité des sexes et aborde le thème de la contraception.
Revolution Rock est un morceau reggae qui a reçu diverses critiques. Ainsi, Joe Strummer et Mick Jones sont jugés incapables d'écrire des chansons d'amour crédibles par le magazine musical britannique New Musical Express.
Four Horsemen et I'm Not Down sont deux morceaux mineurs de London Calling, rarement joués sur scène. Le premier, parodiant les quatre cavaliers de l'Apocalypse, n'est interprété qu'une seule fois, le 4 août 1979 lors du festival de Ruisrock à Turku en Finlande. Le deuxième titre n'est également joué qu'avant la sortie de l'album. En effet, les seules fois où Mick Jones la chante sont lors des concerts secrets de l'été 1979. Cette chanson optimiste et autobiographique explique qu'il ne faut jamais renoncer.
Train in Vain, le dernier morceau, dégage les influences musicales américaines des Clash. Au sujet du titre, Mick Jones déclare « Le morceau était comme le rythme d'un train, et il y avait, une fois encore, ce sentiment d'être perdu » bien qu'aucun train ne soit mentionné dans le morceau. Le refrain reprend les termes « Stand by Me », d'où le nom Train in Vain (Stand by Me) lors de sa sortie en single aux États-Unis. Ajouté au dernier moment sur London Calling, il devait être offert au départ au profit d'une promotion avec New Musical Express. La pochette ayant déjà été éditée, cela devient finalement un morceau caché de l'album.

### Pochette et titre de l'album

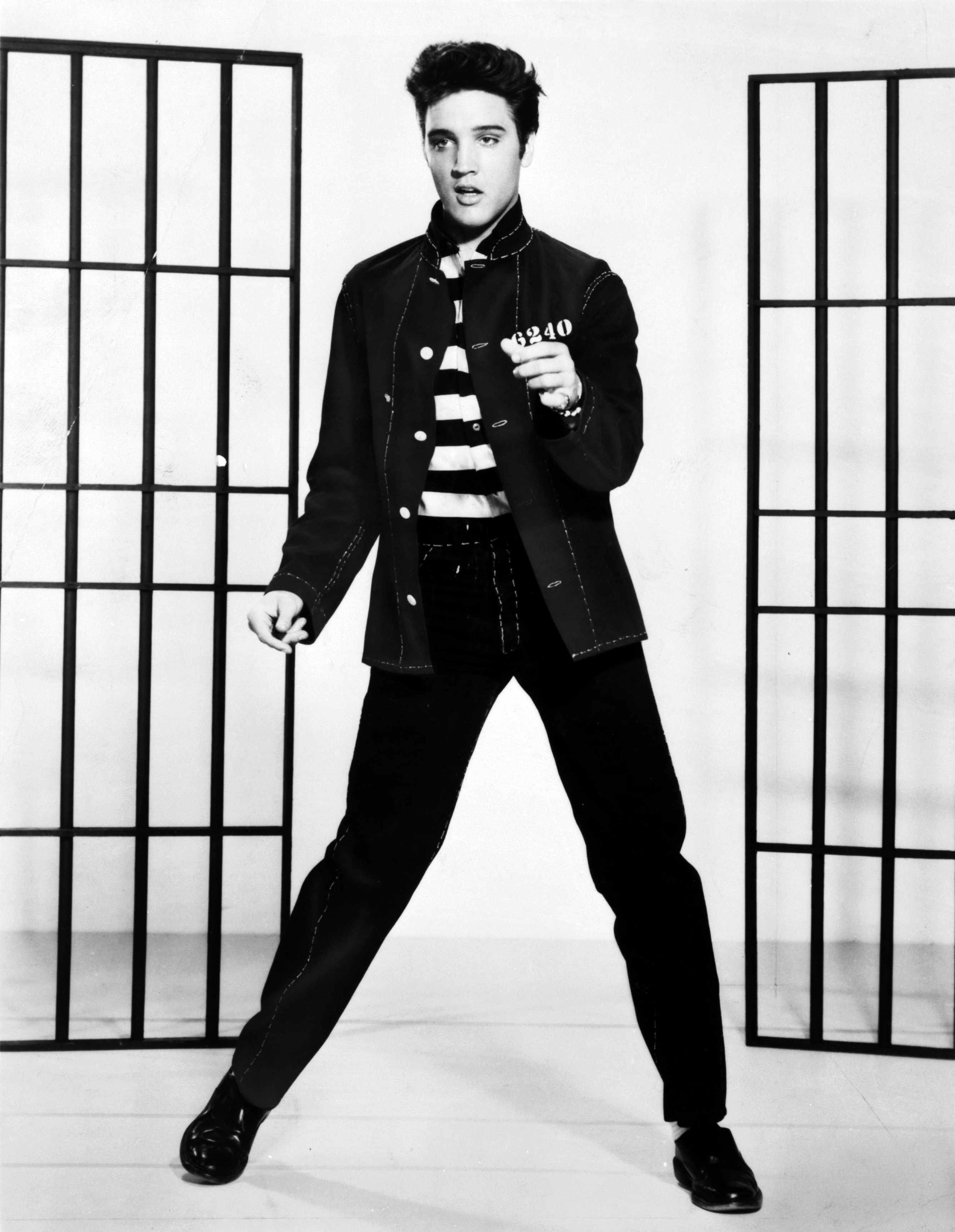
Elvis Presley, qui inspira la pochette London Calling de The Clash.

Pour la pochette de l'album, Ray Lowry utilise une photographie de Paul Simonon fracassant sa basse sur la scène du Palladium, une salle de concert de New York. Prise par Pennie Smith juste après le concert, le 21 septembre 1979, cette image est devenue l'un des clichés les plus célèbres du rock. Pourtant, au départ, elle juge l'image trop floue pour en faire une pochette. C'est sur l'insistance du dessinateur du NME et de Joe Strummer, le guitariste chanteur des Clash, qu'elle est finalement choisie. En 2006 et 2007, la basse est même exposée au Rock and Roll Hall of Fame lors de l'exposition Revolution Rock : The Story of the Clash.
Pour la calligraphie des mots du titre, l'artiste, que le groupe connait depuis l'Anarchy Tour des Sex Pistols, reprend la même police et les mêmes couleurs que celles du premier album d'Elvis Presley. « London » est écrit verticalement en rose alors que « Calling » est écrit horizontalement en vert, un lettrage dont Lowry loue « l'étrange force ».
L'idée de ce clin d'œil au disque Elvis Presley part du principe que la musique des Clash montre la même insouciance qu'avait celle du King auparavant et fait le lien entre le punk et le rock des débuts. Selon les termes de Lowry, il s'agit d'un « vrai hommage au génie original, inconnu et inspiré qui a créé le premier enregistrement d'Elvis Presley de rock 'n' roll ». Tout l'esprit de l'album est symbolisé par cette image, qui est devenue depuis le succès mondial de l'album une des icônes des disques de punk rock,. La photographie est aujourd'hui estimée à 5 000 £ après s'être vendue à 1 000 £ en 2004.
En 2001, la pochette de London Calling est désignée neuvième meilleure pochette d'album de tous les temps par le magazine Q. En 2007, la National Association of Recording Merchandisers la sélectionne dans sa liste Définitive 200 distinguant les œuvres artistiques du rock. Lors des sessions d'enregistrement, le titre provisoire de l'album est The Last Testament (« Le dernier testament »). Finalement, le choix se porte sur London Calling, qui est également celui de la première chanson. L'origine de cette expression provient de la Seconde Guerre mondiale lorsque sur BBC, une voix lançait à l'intention des territoires occupés : « This is London calling ».

## Réception

### Sorties, réalisations et classements
London Calling est réalisé en double album, mais se vend au prix d'un album standard, à la demande du groupe. Le label des Clash, CBS Records refuse d'abord de commercialiser l’album ainsi, puis accepte finalement, après que les Clash aient renoncé à une partie des redevances (royalties) liées au disque. London Calling sort le 14 décembre 1979 au Royaume-Uni, et un mois plus tard, en janvier 1980, aux États-Unis.
L'album donne deux des singles les plus connus du groupe anglais, London Calling, sorti une semaine avant le disque, le 7 décembre 1979 et Train in Vain. Le premier single, avec la reprise inédite Armagideon Time de Willi Williams en face B, est fortement apprécié du public et des médias. Il se classe onzième dans les charts britanniques. Son clip vidéo, réalisé par Don Letts présente The Clash jouant sur la Tamise, la rivière traversant Londres, alors que la pluie tombe.
Train in Vain sort en single aux États-Unis en février 1980, atteint la vingt-troisième place des charts au Billboard dans la catégorie Pop singles et la trentième dans la catégorie Club Play Singles.
Vendu à près de deux millions d'exemplaires dans le monde, l'album se place à la neuvième place des charts britanniques, et y a été certifié disque d'or en décembre 1979. Cependant, London Calling s'est mieux vendu à l'étranger. En effet, il s'est classé deuxième des charts en Suède et quatrième en Norvège. Aux États-Unis, l'album atteint la vingt-septième place au Billboard 200 dans la catégorie Pop albums en 1980 et finit certifié disque de platine en février 1996.
En 2000, l'album est remasterisé, comme l'ensemble des albums du groupe aux États-Unis par le label Epic Records. Quatre ans plus tard, en 2004, Legacy Recordings réédite London Calling en coffret. Cette édition spéciale du vingt-cinquième anniversaire de sa parution contient un CD et un DVD bonus. Le CD s'intitule The Vanilla Tapes. Il s'agit de démos enregistrées lors de la composition de London Calling, lors de l'été 1979. Le nom est hérité des studios Vanilla sur Causton Street à Pimlico où le groupe commence à préparer son nouvel album.
En 1979, après s'être endormi dans le train le menant au studio, Johnny Green se réveille en sursaut à la station où il doit descendre. Dans la précipitation, il oublie les bandes derrière lui. Celles-ci sont considérées perdues jusqu'à ce que Mick Jones en retrouve un exemplaire en mars 2004. Ces enregistrements sont publiés en bonus de la sortie remastérisée de l'album en septembre 2004. Seuls vingt-et-un titres sur les trente-sept sont édités. Quant au DVD, il inclut un film de Don Letts, The Last Testament - The Making of London Calling, les clips vidéo de London Calling, Train in Vain et Clampdown et des images de vidéo amateures de l'enregistrement aux Wessex Studios.
| Tableau no 2 : Classements |            |                                      |            |                                |            |
| Année 1979                 | Année 1979 | Année 1980                           | Année 1980 | Année 2004                     | Année 2004 |
| Chart                      | Position   | Chart                                | Position   | Chart                          | Position   |
| Suède Swedish Albums Chart | 2          | Autriche Austrian Albums Chart       | 17         | Norvège Norwegian Albums Chart | 17         |
| Angleterre UK Albums Chart | 9          | Norvège Norwegian Albums Chart       | 4          | Suède Swedish Albums Chart     | 45         |
|                            |            | États-Unis U.S. Billboard Pop Albums | 27         | Suisse Swiss Albums Chart      | 72         |
|                            |            |                                      |            | Angleterre UK Albums Chart     | 26         |

| Tableau no 3 : Sur l'édition 2004 de The Vanilla Tapes |                                    |      |    |                             |      |    |                             |      |    |                     |      |
| 1                                                      | Hateful                            | 2:43 | 7  | Death or Glory              | 3:54 | 12 | Up-Toon                     | 1:56 | 17 | Working and Waiting | 4:09 |
| 2                                                      | Rudie Can't Fail                   | 3:27 | 8  | Lover's Rock                | 4:02 | 13 | Walking the Slidewalk       | 2:34 | 18 | Heart and Mind      | 4:27 |
| 3                                                      | Paul's Tune                        | 2:32 | 9  | Lonesome Me                 | 2:08 | 14 | Where You Gonna Go (Soweto) | 4:03 | 19 | Brand New Cadillac  | 2:07 |
| 4                                                      | I'm Not Down                       | 3:05 | 10 | The Police Walked in 4 Jazz | 2:18 | 15 | The Man in Me               | 3:56 | 20 | London Calling      | 3:18 |
| 5                                                      | Four Horsemen                      | 2:55 | 11 | Lost in the Supermarket     | 3:46 | 16 | Remote Control              | 2:39 | 21 | Revolution Rock     | 5:32 |
| 6                                                      | Koka Kola                          | 1:57 |    |                             |      |    |                             |      |    |                     |      |
| Légende                                                |                                    |      |    |                             |      |    |                             |      |    |                     |      |
|                                                        | présent sur l'album London Calling |      |    |                             |      |    |                             |      |    |                     |      |
|                                                        | présent sur l'album The Clash      |      |    |                             |      |    |                             |      |    |                     |      |

### Héritage

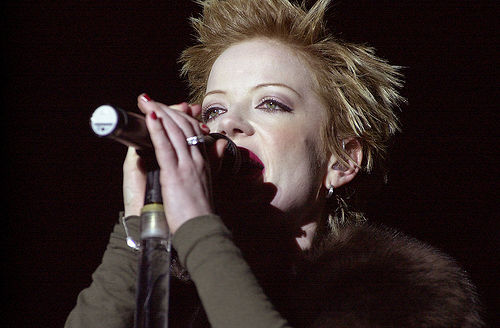
Shirley Manson, chanteuse de Garbage.

Après les deux premiers albums du groupe et grâce à la sortie de London Calling, le succès des Clash est international. L'album est jugé violent dans ses paroles et son engagement, mais inspire de nombreux groupes. À la fin des années 1970 et au début des années 1980, de nombreux groupes de punk rock se forment, suivant l'idéologie et le combat des Sex Pistols et des Clash. Cependant, le groupe de rock U2, formé en 1976 à Dublin, en Irlande émerge de la scène punk et devient rapidement militant à la manière des Clash.
Stupid Girl, une chanson du groupe Garbage sortie en 1996, est construite autour du rythme de batterie de Train in Vain. D'ailleurs, Joe Strummer et Mick Jones sont crédités pour ce titre. En 2007, quand la chanson est remastérisée pour Absolute Garbage, le best of du groupe américain, les noms de Paul Simonon et Topper Headon sont ajoutés.
Le 15 janvier 2011, à Bilbao, au Kafé Antzokia, est enregistré en DVD le concert de Chuck Prophet & The Spanish Bombs (groupe dédiée aux tournées "London Calling" de Chuck Prophet), reprenant l'intégralité de l'album originel.

### Critiques

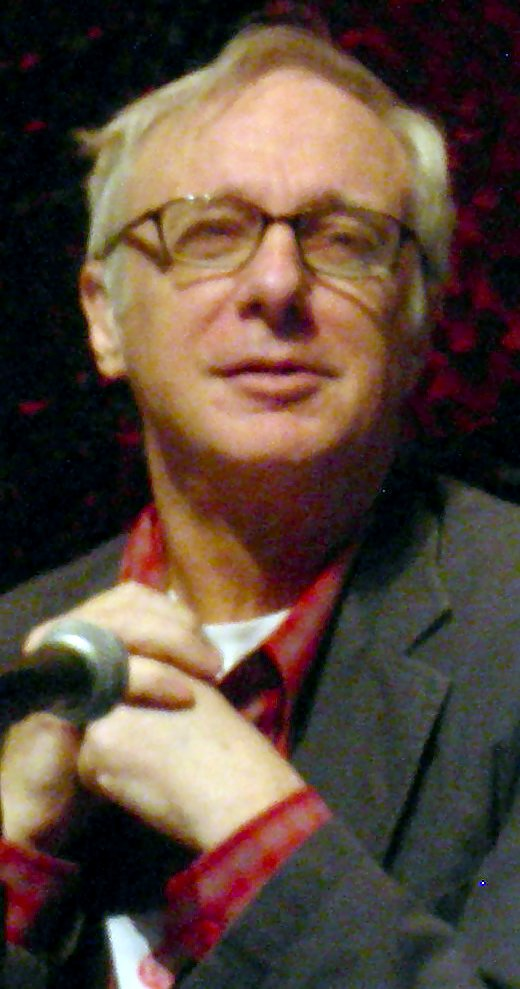
Robert Christgau, critique musical américain.

À l'image du New York Times qui le décrit comme l'un des meilleurs albums de tous les temps, la plupart des critiques reconnaissent unanimement la qualité de London Calling. Pat Blashill, journaliste musical de Rolling Stone, déclare ainsi qu'« il célèbre la romance de la rébellion du rock 'n' roll, dans une période épique. ». Dès sa sortie, le magazine lui attribue la note maximale de cinq étoiles sur cinq. En novembre 1989, le magazine musical lui décerne le titre de meilleur album des années 1980 (« 100 Best Albums of the Eighties »). En 2003 puis en 2012, Rolling Stone le place en huitième position de son classement des 500 plus grands albums de tous les temps, tandis que la chanson du même nom est désignée en 2004 quinzième meilleure chanson de tous les temps. Il fait également partie de la liste des 1001 albums qu'il faut avoir écoutés dans sa vie.
Tout aussi dithyrambique, Stephen Erlewine, de AllMusic, écrit que « London Calling est stimulant, le rock y est puissant, hard ; l'album a plus de résolution que beaucoup d'autres disques, sans parler des doubles albums. » (« London Calling is invigorating, rocking harder and with more purpose than most albums, let alone double albums. ») et qualifie l'album d'« un des meilleurs albums de rock 'n' roll qui n'ait jamais été enregistré » (« one of the greatest rock & roll albums ever recorded »).
Par ailleurs, le magazine musical Pitchfork nomme le morceau éponyme London Calling meilleur titre de l'album et en 2004, le site web classe l'album deuxième dans sa liste des 100 meilleurs albums des années 1970 (Top 100 albums of the 70's).
Si la critique actuelle est généralement élogieuse, celle de l'époque de l'album l'est tout autant. En 1979-1980, voir un groupe punk réaliser un véritable album rock perturbe. Néanmoins, en France, Bruno Blum affirme dans le numéro de janvier 1980 de BEST : « Que ce soit clair pourtant : cet album est leur meilleur. ». De même, s'il ajoute un bémol sur l'originalité, Lester Bangs explique, lors d'une interview radio donnée à 3RRR en 1980, qu'il aime le principe du retour aux sources de l'album.
En 1979, The Village Voice, par l'intermédiaire de son journaliste Robert Christgau qui donne une évaluation de A+, le met en tête des albums de l'année. Le journaliste décrit London Calling comme « chaud, furieux, pensif, sûr, mélodique, et profondément hard rock ». Il l'annonce d'ailleurs meilleur Long Playing Album depuis Exile on Main St. des Rolling Stones. De son côté, NME décerne ce titre à l'album Fear of Music des Talking Heads dans son classement de l'année. Celui des Clash se retrouve en 10e position. Vingt-cinq ans plus tard, pour son classement des cent meilleurs albums de tous les temps, London Calling se hisse à la 12e place.
En 2007, l'album reçoit le Grammy Hall of Fame Award.

## Artistes et équipe de production
| Tableau no 4 : Artistes et équipe de production |                       |                      |                       |
| Musiciens                                       | Musiciens             | Équipe de production | Équipe de production  |
| Nom                                             | Instrument            | Nom                  | Activité              |
| Joe Strummer                                    | Guitare, chant, piano | Guy Stevens          | Producteur            |
| Mick Jones                                      | Guitare, chant, piano | Bill Price           | Chef-ingénieur du son |
| Paul Simonon                                    | Basse, chant          | Jerry Green          | Ingénieur du son      |
| Topper Headon                                   | Batterie, percussions | Pennie Smith         | Photographe           |
| Mick Gallagher                                  | Orgue                 | Ray Lowry            | Designer              |
| The Irish Horns                                 | Cuivres               |                      |                       |
| Baker Glare                                     | Flûte                 |                      |                       |